# Riein
Riein era una comuna suiza del cantón de los Grisones, ubicada en el distrito de Surselva, círculo de Ilanz. Limitaba al norte con las comunas de Castrisch y Valendas, al este con Tenna y Safien, al sur con Duvin y Pitasch, y al oeste con Sevgein. El 1 de enero de 2014 se fusionó con las antiguas comunas de Castrisch, Ilanz, Ladir, Luven, Pitasch, Ruschein, Schnaus, Sevgein, Duvin, Pigniu, Rueun y Siat para convertirse en la nueva comuna de Ilanz/Glion.

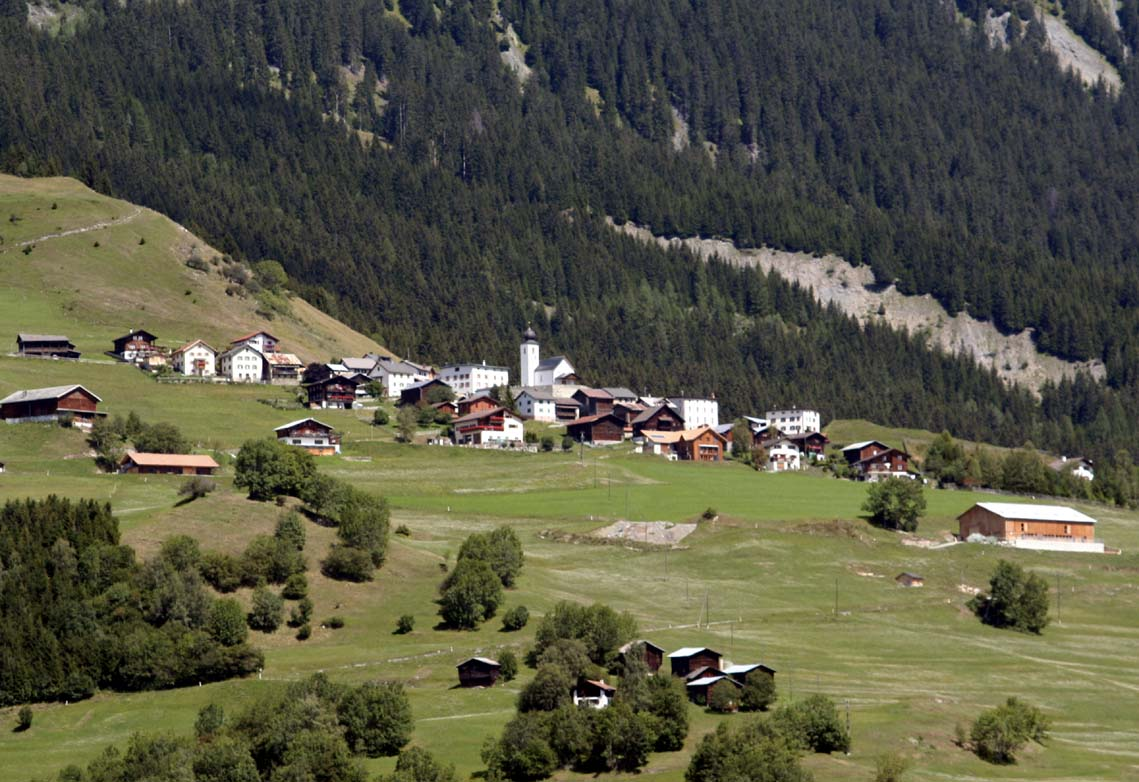
Vista de Riein.